# Droga krajowa nr 75 (Węgry)
Droga krajowa nr 75 (węg. 75-ös főút) – droga krajowa w komitacie Zala w południowo-zachodnich Węgrzech. Długość - 76 km. Przebieg: 
- Keszthely – skrzyżowanie z 71
- Sármellék – skrzyżowanie z 76
- Bak – skrzyżowanie z 74
- Lenti
- Rédics – skrzyżowanie z 86
- granica węgiersko-słoweńska Rédics - Dolga vas – połączenie ze słoweńską drogą nr 3